# Árabe argelino
El árabe argelino es el dialecto o dialectos del árabe nativos de Argelia. El idioma es hablado por el 97,3% de la población argelina. En Argelia, como en otros países, el árabe oral difiere marcadamente del escrito; en concreto, su vocabulario consta de muchos neologismos y préstamos de las lenguas bereberes, el turco y el francés, y, como los demás dialectos del árabe, ha perdido las terminaciones de los casos del lenguaje escrito. 
Dentro del árabe argelino también hay variaciones locales significativas; el árabe jijel, en particular, es notable por su pronunciación de qaf como kaf y su abundancia de préstamos del bereber, y los dialectos de ciertas ciudades portuarias muestran la influencia del árabe andalusí, traído por los refugiados de Al-Ándalus. 
El árabe argelino forma parte del continuo dialectal del árabe magrebí (dariya), confundiéndose gradualmente con el árabe marroquí y el árabe tunecino en sus respectivas fronteras.

## Dialectos del árabe argelino
Hay dos dialectos principales:
- Árabe oral argelino: hablado actualmente (2005) por unos 36 millones de personas en Argelia, y por unos 2 millones en países destino de la emigración argelina (Bélgica, Francia, Alemania, Reino Unido, San Pedro y Miquelón).

- Árabe oral saharaui argelino: con unos 100.000 hablantes en Argelia, casi todos en la zona fronteriza con Marruecos (cordillera del Atlas). También lo hablan unas 10 000 personas en el vecino Níger.

En Argelia se hablan también lenguas bereberes (Tamazight).

## Fonología
El inventario fonológico del árabe argelino consta de 27 consonantes:
| /b/ | /t/ | /dʒ/ | /ɡ/ | /ħ/ | /ʕ/ | /d/ | /p/ | /r/ | /z/ | /s/ | /ʃ/ | /sˤ/ | /dˤ/ | /tˤ/ | /ɣ/ | /f/ | /v/ | /q/ | /k/ | /l/ | /m/ | /n/ | /h/ | /x/ | /w/ | /j/ |
| b   | t   | j    | g   | ḥ   | ε   | d   | p   | r   | z   | s   | š   | ṣ    | ḍ    | ṭ    | γ   | f   | v   | q   | k   | l   | m   | n   | h   | x   | w   | y   |
| ب‎   | ت‎   | ج‎    | ڨ‎   | ح‎   | ع‎   | د‎   | پ‎   | ر‎   | ﺯ‎   | ﺱ‎   | ش‎   | ص‎    | ض‎    | ط‎    | غ‎   | ف‎   | ڥ‎   | ق‎   | ك‎   | ل‎   | م‎   | ن‎   | ﻫ‎   | خ‎   | و‎   | ﻱ‎   |

La pronunciación de /q/ es variable algunas la pronuncian como [g], [k], [ʔ] (hamza) o [ɢ].